# Johannes Ulrich von Federspill
Johannes Udalricus von Federspill (* 10. April 1739; † 14. August 1794) war ein Südtiroler Impresario und Theaterschreiber aus Laas.
Er war mit Maria Baronin von Hausmann verheiratet, mit der er fünf Söhne hatte. Entstammt wahrscheinlich dem Geschlecht der Freiherren von Federspill (seit 1726 Sitz und Stimme im Tiroler Landtag).
Das sirene Operntheater zeigte 1998 anlässlich der Neuherausgabe durch Toni Bernhart das Laaser Legendenspiel Hirlanda. Durch falschheit zu feir verdamte unschuld von Johannes Udalricus von Federspill in der Wiener Universitätskirche in einer Strichfassung von Kristine Tornquist mit Musik von Jury Everhartz.

## Werke
- Hirlanda. Durch falschheit zu feir verdamte unschuld. Edition des Legendenspiels nach der Laaser Handschrift von 1791. Herausgegeben von Toni Bernhart. Folio Verlag, Wien/Bozen 1999, ISBN 3-85256-108-6.

| Personendaten    | Personendaten                                                       |
| ---------------- | ------------------------------------------------------------------- |
| NAME             | Federspill, Johannes Ulrich von                                     |
| ALTERNATIVNAMEN  | Federspill, Johannes Udalricus von; Federspiel, Johannes Ulrich von |
| KURZBESCHREIBUNG | Südtiroler Impresario und Theaterschreiber                          |
| GEBURTSDATUM     | 10. April 1739                                                      |
| STERBEDATUM      | 14. August 1794                                                     |